# Fédération française des associations de sauvegarde des moulins
La Fédération française des associations de sauvegarde des moulins (FFAM), est une association de sauvegarde du patrimoine constituée sous le régime de la loi de 1901, c'est-à-dire sans but lucratif, elle est enregistrée à la préfecture de police de Paris le 8 décembre 1977, sous le no 77/1894, avec parution au JO du 28 décembre 1977. Ses buts déclarés sont de « grouper les associations locales et régionales et les particuliers amis des moulins à vent et à eau qui veulent apporter leur concours à la sauvegarde du patrimoine molinologique français. »

## Histoire
En 1977, son siège social était au musée national des Arts et Traditions populaires, 6 route du Mahatma Gandhi 75116 Paris.
Le premier Conseil d’administration comprend dix membres dits « fondateurs » : Jacques Beauvois ; Philippe Bessey, principal de gestion ; Claude Camboulas ; Julien Verdier ; Albert Héron de la Chesnaye, archéologue ; André Desvallées, conservateur des Musées de France ; Gérard Gailly, architecte des Bâtiments de France ; Nicole Gentis ; Robert Kirch ; André Gaucheron, expert démographe et administrateur principal à l’OCDE.
Sont alors nommés membres d’honneur : Bernard Javault, président de REMPART (Union des associations animatrices de chantiers de sauvegarde pour la réhabilitation et l’entretien des monuments et du patrimoine artistique) ; Georges Henri Rivière, conseiller permanent du Conseil international des musées européens (ICOM) ; Jean Cuisenier, directeur de recherche au CNRS. Albert Héron de la Chesnaye, archéologue, conservateur de musée à Chinon, est nommé premier président.
Dès la fin du XIXe siècle, la notion de sauvegarde des moulins avait été lancée par des intellectuels.
Cette fédération n’est pas arrivée par hasard : elle est le résultat d’un long cheminement d’idées de sauvegarde des moulins, à vent et à eau. Dans les dernières décennies du XIXe siècle, l’abandon progressif des moulins à vent émeut l’opinion publique de plusieurs pays d’Europe. L’Angleterre a eu dès le début une attitude qui est encore essentiellement celle de nos jours : considérer les moulins comme monuments de l’archéologie industrielle. Le premier moulin au monde à avoir été protégé et restauré le fut en Angleterre en 1890.
Dans cette même période en France, on commence à se préoccuper du sort de nos moulins à vent. Exemples parmi d’autres : le 9 décembre 1885, le journal L’Echo du Nord publiait un article sur l’état d’abandon des moulins à vent dans cette région et s’interrogeait sur l’inéluctabilité de la disparition des moulins. En 1909, Amédée de Francqueville publiait dans un Bulletin des Antiquaires de Picardie un inventaire alarmiste des moulins à vent de Picardie en voie de disparition. En 1910, l’hebdomadaire Le Nord illustré sonnait l’alarme sur le déclin des moulins à vent dans la région de Lille. Des graines étaient lancées aux quatre vents, ces prises de conscience allaient germer, mais il allait falloir plus de soixante années pour voir une fédération regrouper ces initiatives.
La liste des présidents de la FFAM est la suivante :
- Albert Héron, nommé le 8 septembre 1977 ;
- Julien Verdier, élu 9 décembre 1979 ;
- André Desvallées, élu 6 décembre 1986 ;
- Philippe Borgella, élu 19 mai 1990 ;
- Roland Agrech, élu 4 juin 1994 ;
- Bernard Sauldubois, élu 29 juin 1996 ;
- Philippe Borgella, élu 13 mars 2000 ;
- Daniel Michenaud, élu 14 octobre 2000 ;
- Annie Bouchard, élue 15 mai 2004 ;
- Alain Forsans, élu 24 mai 2014.

## Aujourd'hui
La FFAM regroupe aujourd’hui 112 associations départementales ou locales. Répartis sur l’ensemble du territoire, leurs dix mille adhérents assurent la sauvegarde de ce patrimoine et vulgarisent sa connaissance.
Son siège est au moulin de la Chaussée place Jean-Jaurès à Saint-Maurice que son action a préservé.
Moulins de France est la revue de la FFAM. Cette revue a pour objet la connaissance, la protection, la valorisation, l'animation du patrimoine des moulins à vent, et à eau. Revue spécialisée, Moulins de France propose chaque trimestre des articles juridiques, des articles techniques, des dossiers sur les moulins régionaux, des études ou inventaires par régions, ainsi qu’une bibliographie des publications molinologiques parues dans le trimestre ainsi qu’une rubrique petites annonces. Sa périodicité est trimestrielle et sur abonnement (tirage trois mille exemplaires en quarante pages couleur).
Elle coordonne chaque année les Journées du patrimoine de pays et des moulins qui ont lieu tous les ans le troisième weekend de juin.

## Patrimoine
Le patrimoine de pays, dont celui des moulins, n’a pas de vrai nom : « petit patrimoine », « patrimoine de proximité », ou encore « patrimoine vernaculaire ». Il souffre d’un grand handicap : être mal connu, conséquence d’une histoire, en France, plus nationale que locale. Mal connu et donc méconnu, et par conséquent souvent négligé alors qu’il devrait être, un objet de fierté, quelque chose que l’on a plaisir à entretenir, à valoriser et surtout quelque chose de partagé.
Le patrimoine de pays et des moulins est un patrimoine fonctionnel dont les fonctions créatrices ont souvent disparu (rurale, artisanale, industrielle, activités domestiques). Leur protection est difficile. Peu protégés et souvent même nullement, ces bâtiments et leurs sites sont fragilisés et attaqués de toutes parts.